# 資本経済
資本経済(capital economy)とは、経済世界とその社会機能を「資本」として捉えることで、商品経済に対比され、その関係が文化科学高等研究院ないし山本哲士により考証・検証される。
経済が、産業商品生産物を生産する産業経済・商品経済だけでなく、環境経済、文化経済、教育経済、スポーツ経済、ファッション経済、サービス経済、観光経済、都市経済、情報経済などと拡大し多様化している状態を、商品視座ではなく「資本」の視座から「資本経済capital economy」の実際と捉える。理論的には、「資本財の経済economy of capital goods」「資本の経済学capital economics」として一般に言われてきたが、物質的な「tangible economy（触知しうる経済）」だけでなく非物質的な「intangible economy（触知しえない経済）」の出現を含んだ経済総体を、経済資本だけでなく多様な資本概念から理論把捉されることが1970年代からなされた。そもそも資本なくしての経済は成立しようもないが、経済学を超えてその領域、対象が拡大されてきている。
資本の定義・意味は歴史とともに拡張されてきた。
アダム・スミスは「資本」を「自らの総収入を産出したいと望んでいる人間のストックの一部である」（『諸国民の富』）と定義した。この「ストック」とは、切り株や木の幹を意味する古英語から由来しているが、少なくとも１５１０年から農場の動産全てを指す言葉になっている。土地の不動産から区別される動産が「資本」とされ、マルクスは資本財である「固定資本」と労働をインプットする賃金として支払われる「流動資本」とから、商品を生産・再生産し利潤を生み出す循環を分析した。銀行の創設に伴って「金融資本」が貨幣資本にあてられた。さらに、１９６０年代に、ゲーリー・ベッカーらが人間の労働や能力を「人的資本human capital」としたように、物質的実体にとどまらない意味へと拡張されてきたが、教育資本として、知識資本knowledge capital、知的財における投資の知的資本intellectual capitalが経済ファクターとして重視されたが、ドラッカーは、知識に対する知識が、資本・土地・労働の生産要素より重要になっているのがポスト資本主義であると主張し、知的な作用がイノベーションの要になるとしている。1970年代からフランスの社会学者ピエール・ブルデューが「文化資本Cultural Capital」「象徴資本Symbolic Capital」「社会資本」「情報資本」「言語資本」「国家資本」などと資本概念を非物質的なものにまで拡大し、他方、公的な財を「社会資本」とする傾向も生み出された。
今では、経済的に有効なワークが遂行できるよう個人の力を強化する全てを「資本」と言うようになっている。石や弓は狩猟のための資本であり、道路は都市住民のための資本である、というように。 日本語では「からだが資本だ」というように。つまり、「資本」は生産機能さらには生存機能におけるインプットであり、かつ個人、諸機関において形成されるアウトプットでもある。さらに、売れないもの、触知し得ないサービスも資本とされてきている。
こうした総体をなす経済が「資本経済」であるが、経済学を超えて、資本概念を巡っての定義の違いや論理の違いが多々考察されている。

## 資本主義と資本経済
日本では、大学教養でマルクス主義が暗黙知的に流布しているため、「資本主義」が経済概念一般とされ、「資本経済」の本来のあり方が見失われているが、マルクスの資本論において「資本主義Kapitalismus/capitalism」なる用語は数カ所しかなく、「資本家的kapitalistisch/capitalistic」生産=蓄積様式が本来の概念である。さらにジャック・ランシエールは、「マルクスが「資本—労働」関係を、資本論において「資本家—労働者」の主体人格関係における搾取関係へ転じてしまった、概念空間は全く別物であると批判している。資本主義＝資本家＝搾取支配という無意識の構図が、「資本家は悪だ」だけにとどまらずに「資本は悪だ」とされる認識一般をまきおこしている。資本主義論は、資本家的生産様式・資本家的社会構成体という歴史上の規定のもとで、「他人労働の領有に基づく他人労働の継続的無償領有」、つまり資本家による剰余価値の領有が交換無しに行われるのを「資本の本性」だとするゆえ、搾取関係だとされてしまう。それは「資本ー労働」関係に限定された資本であるにすぎず、賃労働に相対した次元での「資本」を指している「労働と資本の分離」による「所有に基づく所有」のそれだけから見られたもので、それだけが「資本」ではない。資本は生産と流通を統一したり、また労働力能の形成そのものであったり、多様な動きと関係をなす。資本経済は、資本それ自体の多様な動きと関係を総体的に実際的に見る論理である。資本主義概念は社会主義と対立させられているイデオロギー概念でしかない、また商品の価値関係は資本の関係ではない。
商品生産は社会主義国でもなされるのに、その商品産業経済が資本主義と同一視されてしまう。高度産業社会の発展と消費社会の興隆によって、経済そのもの再考が多様になされたが、カール・ポランニーの経済文明史からの市場経済社会の捉え直しから、経済人類学による経済活動の見直しは、商品経済だけが経済ではないことを実証していき、ボードリヤールによる消費社会をふまえた記号的経済論、ブルデューの文化資本と経済資本の逆立関係の社会学的考察、ミシェル・フーコーの新自由主義論、イヴァン・イリイチの産業文明批判−—資本主義も社会主義も同じ産業的生産様式を追求しているだけだというイリイチは、学校化・医療化・輸送化といった産業的サービス制度が、商品関係に覆われて無限成長・無限消費の神話にとらわれていると指摘−—など、経済学外での多様な考察がなされて、かつ「ホモ・エコノミクス」自体の見直しがなされたことによって、「資本主義」概念世界とは区別される「資本経済」のあり方が、さらに商品経済とは異なるという見解になっていく。
これらは、アダム・スミスをふまえた人的資本論が、経済の生産性に大きな意味をもたらしているという高度資本主義の見直しから、ガルブレイスの産業国家論などをへて、経済を社会的に把捉する系譜として、「生産者の生産」（ブルデュー）を軸にして多様化していったが、消費社会論から物質経済の物質文化そのものを見直す考察ともなっていく。さらに、サービス経済の発展が、生産物自体を生み出さない経済活動の重要さとして認識されていく。環境経済の見直しもそこへ拍車をかけた。つまり、資本家が賃労働者を搾取・支配する「資本主義」という否定的見方も、社会主義は崩壊したが資本主義は残っているという肯定的見方も、経済世界への批判的検証には不十分である、経済とは何か、生産・消費とは何か、資本とは何かといった全体の研究・検証が、世界的に人類学、社会学、教育学、などの領域でなされている。イデオロギー的観点ではなく、経済そのものを経済の社会的機能とともに人・環境のあり方を含め、現実に即して把握するのが資本経済の視点である。
資本経済は、資本の動き・働きそれ自体を把捉することで、資本が人や組織や場所などの種々の様態を可能にしうることを肯定的に認識・考察し、同時に資本への批判的認識（資本間格差や貨幣が貨幣を産む「利子産み資本」など）も検証する。

## 経済人類学の貢献と言語学からの寄与
マルセル・モースの贈与論は、経済的関係には道徳的・法的な義務規制が霊的な力とともに作用していることを明らかにしていたが、経済人類学は、贈与論を批判的に見直しながら、レヴィ＝ストロースの文化的な構造的人類学考証とは異なって、社会科学的に実際的な慣習システムの解明に向かう。
カール・ポランニーは、互酬性、再分配、交換から経済的な統合が文明史的になされているとし、市場経済が社会に埋め込まれた大転換を商品市場経済の出現にみたが、マーシャル・サーリンズは、互酬性と交換とは別原理であるとし、互酬的関係の三つの様態を明示した。一方からの援助・分与、相互恩恵の交換・契約、不均衡な否定的な収奪・詐欺・窃盗である。そして、親族体系経済から商品交換経済への移行に歴史的転換を見た。クロード・メイヤスーは、家族制共同体の経済メカニズムを実証した。モーリス・ゴドリエは、贈与しえないものとして例えば天皇の3種の神器をあげているが、贈与には想像的関係が構造化されていることをみる。
経済人類学の最大の貢献は、市場メカニズムだけが経済ではない、非市場経済システムの人類的本質を実証的・理論的に明証化したことである。市場社会、商品・労働集中社会は、近代的なシステムでしかないことが示された。
言語学者のエミール・バンヴェニストは『インド＝ヨーロッパ諸制度語彙集(1969)』で経済をめぐる言語の歴史系譜を明示した。家畜と富、贈与とホスピタリティ、購買、経済的義務としての貸借、債権など、生活と経済語の歴史変化が詳述される。
こうした検証は、経済が物質的な経済学的世界だけから成り立つものではないこと、親族・家族や神・霊や文化的慣習から構成されていることを示し、産業的商品経済の暫時性を指摘した。ボードリヤールは、「物の体系」が「もの」の置かれた雰囲気や象徴交換や記号交換からもなされ、現代消費社会の解析に活用していく。経済は、物質的関係だけではない、想像的関係、象徴的関係を含んだ文化慣習を基盤にして成り立っているということだ。経済の定義的領域が拡張され、また対象が新たに設定され、経済概念空間の転移がなされた。

## 人的資本と「生産者の生産」
ルイ・アルチュセールは、生産諸条件の再生産は、企業の外部でなされるとしたが、生産諸関係の再生産が経済次元ではなく、学校装置や宗教装置、家族装置などのイデオロギー的国家装置においてなされているとした。ブルデューは学校教育分析をもって「生産者の生産・再生産」が学校でなされていると捉えた。それは生産物の生産とは異なる経済的生産が、文化的再生産と社会的再生産によって構造的に構成されているということだ。1960年代の人的資本の形成が労働生産性や組織管理に要されるとした教育の経済的還元を超えるもので、主に、シカゴ学派の経済を社会論的に把捉する仕方への批判から開かれていく。個人の文化資本の「領有appropriation」（学歴や資格や趣味、判断の仕方など）が社会的な位置として重要なファクターであることを解析した。つまり、資本経済は、企業外の諸条件を生産し再生産することを含む。それは労働経済ではない、諸個人の芸術や趣味への美的判断にも関わる個人スキルのことである。科学技術の技術者スキルも経済へ関与する。デヴィッド・ハーヴェイは、資本の蓄積様式は第一次が生産過程内の固定資本（財）、第二次が橋や道路や建築の建造環境、第三次が科学技術、教育・医療などであるとした。現代社会世界を対象にして、マルクス主義も非マルクス主義も、経済世界は商品＝生産物の生産にとどまるものではない、文化基盤、人の形成、都市形成、さらに環境へも関わるとされていく。ラディカル・エコノミクス派のボールズ／ギンタスは出身階級と成績達成・学歴との社会的地位の再生産経済を分析する。生産過程に従事するだけの労働者ではない、労働者の生活様式全体が考慮された。
物ではない人の側の経済構成が、学校教育批判の教育理論によって、再生産論と教育資本論とともに考証された。基本的に「生産物の生産」と「生産者の生産」とが結合して経済生産はなされるが、1970年を挟んで人類学的考証とともに「再生産」理論が現代社会的分析において理論視座を転回させ、その中で「資本」概念の転換と拡張がなされた。

## 文化経済と環境経済と資本経済
新古典派経済学者シャルウィン・ローゼンは、文化経済学のパイオニアとされるが、労働経済の過剰性からの芸術作品の生産・創造、流通、消費、投資を考察したが、文化経済はさらに美術館・図書館、歴史的建造物、舞台芸術、映画産業、エンターテイメントへと文化産業自体を対象としていく。それは生産物の不確実性の世界だが、「スター現象」を生み出し、一部の芸術家がその分野の収益のほとんどを稼ぐことが指摘された。無形の代償が経済的対象になった。美術作品は一個でしかない、商品的量産とは異なる経済世界が問題にされ、また消費者は、鑑賞や読書や音楽を聴く、という消費行動をとるが、それは消費財生産物の購入にとどまらないファクターが作用している。消費者の満足を求める選好行動が市場を作用している。それは必要needsだけではない、欲求wants・要求demand・期待expectation、そして欲望desireが働き、諸個人の認知・認識構造、心的構造も作用している。ブルデューは、美術愛好に収入＝経済資本の階層差が職業の社会的位置と関係していることを分析する。地域再生における美術館や博物館の役割が考証される。また、地球環境問題をふまえて環境経済学が、自然生態系や景観などの経済効果を考証するが、測定不可能な環境条件が問題にされていく(39)。さらにツーリズムも観光産業として課題になる。都市や地域などの場所が経済圏域としての対象にされていく。
全てが経済対象になっていく、こうした高度産業社会は、商品・サービス経済の拡張によって消費財世界で起きていく現象であるが、物質的な物だけではない、「触知しえない経済」の興隆であった。商品自体の差異化・差別化、サービスの拡大、教育、医療、健康の経済化、そしてそこにソフトウェアの情報技術経済が発生していく。「触知しうる経済tangible economy」を「触知しえない経済intangible economy」が超えていく量的変化は、1990年代後半から2010年の間で、様々な分野で起きた。資本経済は、このインタンジブルな経済を文化経済（文化資本・芸術資本）や環境経済（環境資本・場所資本）や情報経済（情報資本）に読みとっていくものだ。

## 商品経済と資本経済の違い
こうした研究変化とその対象である現実変化の移行現象は、市場メカニズムを変え、生産条件を変え、流通や分配の仕組みを変えていく事態であるが、これを商品の拡張とみなすか、それとも別の経済ファクターが作用し始めたとみなすかで、理論地盤を大きく配置換えしてきている。サーリンズは、豚肉を食べない文化では豚肉は使用価値にはならないとして、使用価値は文化規定されているとみなし、またダニエル・ミラーは、靴は商品だが履物の物質文化があってこそだと商品を可能にする物質文化を消費社会の基盤とみなした。また、ボルタンスキーは、偉大さをいかにみなしているかに産業ブロックの違いが構成されるとした。かかる一連の理論転回と現実転回を総括考証して山本哲士は、商品の論理と資本の論理に異質な概念空間が構成されており、実際の商品経済と資本経済の違いが実際稼働していると批判規準を提示した。例えば化粧品会社は美を資本として形成し、それを化粧品としての商品へ生産するとして、前者を資本経済、後者を商品経済とし、資本の論理は唯一の至高なるものを形成し、商品の論理は最低限のものの量産をなすと、資本経済と商品経済の論理・技術が逆立するとみなし、文化資本形成をなした企業が商品経済で成功するとした。また、商品経済では生産手段を持たない労働者の賃労働がなされるだけであるが、資本経済では働く者は「文化資本者cultural capitalian」であるとしているが、マルクス『経済学批判要綱』での「労働技能」が『資本論』で労働力と概念転移されたことを、ランシエールやブルデューなどをもって考証している。
商品経済は、商品やサービスを環境諸条件から分離し、その物的エビデンスの単一機能を特化し量産するが、資本経済は環境諸条件、文化諸条件を、生産者の文化資本力との非分離関係としてなす経済であり、実際に資本経済無くして商品経済はありえない、文化・環境の地盤無くして経済活動は存立しないという。マシュレーが指摘するように、研究領域が示されるだけでなく、対象の転移がなされている批判的把握が、資本経済と商品経済の概念空間の違いを浮き出させ、資本と資本経済の肯定的可能条件が示されていく。マクファーレンは、資本主義は文化であり、古代からあったとするが、それは、資本経済は古からあった、商品量産経済は近代産業からの暫時世界でしかないとした一連の考証を裏付ける。物経済はいつの時代にもあったと言えるが、物を商品化して販売する「商品経済」は産業的な量産経済において出現したものである。ここを混同するのは、諸関係の商品関係への転化にとどまらずに、商品の普遍化こそが物象化による物神主義にほかならないことの現れである。経済人類学は、生産ではない生存の経済を問題にしたことにつながる。また、イリイチは、環境論のほとんどが均質・均一の社会・商品空間に配置されているだけで、場所のバナキュラー環境を捨象していると指摘する。
商品経済は、生産物＝商品の等価交換の価値形式に配備され、量産され、画一市場の自由交換へ統治されるが、資本経済は非等価の行為関係に配備され、基本的に一つの固有なプライベートな生産であり、限定市場の互酬的な戦略関係に統治される。商品経済は「いつでも・どこでも・誰にでも」のサービス関係と協働するが、資本経済は「いま・ここで・この人に」のホスピタリティ関係に協働してなされる。経験的に、いかなる経済も生活も「資本」無しには存立していないことは誰しもがなしていることであるのに、経済は商品経済の論理タームで、貨幣利潤と物質的利益の最大化の意識的追求しか認めず、成長の永続化であると物象化されて、資本の動きゆえに存立し成功しえていることが不可視にされている。

## 資本経済と文化資本
資生堂の会長であった福原義春は、自らの企業が文化資本経営をなしてきたのだと明言した。電器産業は生活の便利さを資本開発し、それを家電へ商品化し、自動車企業は移動・速度の快適さ便利さを資本開発し、車に商品化した。資本経済の基盤は、文化資本を企業環境とともに構成し、社員の文化資本度を高め、様々な商品開発・技術開発をなして、経済資本を強化していることにある。商品量産による利益は価格逓減競争に陥り、利潤率の低下を招くとマルクスは資本論第３巻で指摘した。マネーがマネーを産むとする「利子産み資本」は、２０００年代に入り、利子を生み出さなくなっているだけではない、銀行に預金していると保管手数料で預金は減額していくことがスイスではすでに起きている。利益は、働く者によって生み出される、費用価格を下げることは利益にはならないとマルクスは資本論第３巻で論証している。資本経済は、商品の利潤率の逓減法則に対して限界作用を働かす。
ウォルマートは、台風や自然災害で、店舗が破壊され、社員が困窮する事態を受け、環境配慮への投資をなし、かつ脱炭素化によって電気コストを大幅に下げており、DHLは配達車を全て電気自動車に変え、自身で電気自動車製造をなしており、保険会社は環境投資していない企業との契約は結ばないと、日本企業の環境取り組みの遅れを批判している。これらは、世界チェーン店のスケールが地球規模と不可避に接し、企業外部の環境の生産条件を経済活動へ取り込み、環境に対する企業の文化資本度を高めて、経済利益を増強させている。倫理主義的なエコ活動ではない、実際に損害を被った経済活動に環境活動を組み込んで、限界作用から逆に利益をあげる。
環境や文化資本への投資が利潤拡大になることが、費用価格の基準でしか見ないために剰余価値の生産が考慮されなくなって、損失だとみなされているのは、資本経済が考察されていないためだ。
資本経済とは、文化資本を中核にして、環境資本、情報資本、立地かつ活動する場所資本を生かす経済活動総体をなすことだ。ハスケル／ウェストレイクは、『資本なき資本主義』において「触知しえない経済」への投資が増大しているシフトが起きていることを示し、触知しえない四つのSがあると解析する。それは、Scalability（規模性、記憶などの都合やネットワーク構成）、Sunkenness（沈殿）、Spillovers（溢れ出たもの）、Synergy（共働）であるが、商品経済からみての不確かさであり、資本の動きの特徴を示している。物質的アセットは一つの場所、一つの時にしかないが、インタンジブルなアセットは多元的な場所と時間にあるという。スターバックスやコンビニなどは、表層では商品販売店であるよう見えるが、あちこちの場所で小規模にかつある全体性をもって構成されており、本来から商品が売れるのは、それぞれ個別なライフスタイルをなす生活者が、ある文化資本度をもって居住し移動する「場所」があるのであって、消費者一般や商品一般流通があるのではない、諸個人の資本、場所の沈殿的資本、溢れ出たもの、それらの共働へ対応しえているから機能する。市場では諸資本が動いており、それが消費行動を規整している、単純な必要・欲求と充足の関係ではない。
資本のそれぞれの界は固有の動きをなしてかつ相互に関係しあっている。社会世界で代行為者agentsは自分の位置とその位置取りへの態度決定の間で、資本を働かせまた配置換えする、そこに資本経済は存立している。つまり関係行為において資本生産はなされるのであって、物質的生産物を生産する商品経済次元とは本質的に異なる布置にある。データ検索・交通は商品的な関係世界にあるが、情報生成は資本経済の関係世界にある。矢野雅文は、集中型エネルギーの商品化されたエネルギー分配システムより、自律分散型の場所資本・文化資本をふまえた自生エネルギーシステムの方が、場所ごとの測定不可能な環境条件を加味しえる科学技術のホスピタリティ技術適応になると、資本経済エネルギーのあり方を指摘する。商品と資本の逆立した多元的な相応関係が、経済世界の両輪としてレギュレーション作用している。

## 様々な資本概念
種々の考察領域において多様な資本概念が輩出されているが、その主要なものは以下である。
自然資本
　自然を分離対象とみなすか（近代西欧）非分離対象とみなすか（日本など）で、自然資本の活用の仕方が異なる。
社会資本公的な建造物や建造環境が社会配置された社会資本と、地縁や同窓などの社会関係資本とがある。
教育資本学校教育で獲得された能力。知識、資格。学歴（学校資本）などと学校落差、成績格差など、ヒエラルキー化される。教育への投資も含まれる。
人的資本生産性へ寄与する諸個人の教育によって形成された能力・技能などの資本。
文化資本身体化された資本、制度化された資本、文化遺産とされたが、言語資本の領有のように個人化されたスキル資本、文化様式の違いなど。
知的資本知識に対する知識の作用、思惟を思惟する、客観化を客観化する知的な働き。
情緒資本感覚、感性、情緒の働き。
象徴資本象徴的に統御された資本で、ブランドや象徴的信頼・信用・権威を構成する。
場所資本場所ごとに固有の歴史的・環境的に蓄積されてきた資本。
情報資本場所から発信される情報生成された資本。本や映像などの情報。
環境資本生態系、水系、動態系など生活へ有用化される環境の力。
国家資本国家へ統一・統合された資本で、能力の再生産様式として官僚統治された資本。の再生産様式として官僚統治された資本。
などなど、まだ、他にもあるが、資本経済は、商品経済の陰に隠れて物的実体としての経済でしか認知されていなかったが、資本は資金や資財の物的実体だけではない、資本は関係であり、諸個人へ領有されるものであり、組織体を構成し動かしているものであり、触知しえないものから触知しえるものを生産する力であり、関係の位置取りによって動きを変えるものである。経済、政治、文化、環境のすべての領野の根源で働き動いている。資本経済の言説生産が、文化資本学会や資本開発学会においてなされようとしているが、記憶喪失され忘却されていただけで、歴史過程の中に多様に存在して関係作用していたものである。
時代が変化するとき、資本関係が配置換えされる。例えば、明治政府は、寺社、特に国つ神の配置替えをもって幻想資本を配置換えし、国家語としての国語を編制し、述語的言語様式を主語制言語様式へと言語資本を配置換えし、太陽暦へと時間資本を変え、学制によって学校教育資本を構成し、殖産興業によって産業資本を構成し、地租改正によって税資本を転じ、新たな国家資本の構造を統合化した。着物を洋服に変え、食文化を変え、住居環境も変えて、生活資本の総配置換えをなして近代化を促進した。そして社会均一空間を規範化へ「生権力」として構成し、資本を商品＜社会＞経済化する仕組みへと組み替えた。資本秩序の組み替えがなされたのだ。
商品経済は最低限のものをより多く分配しうるシステムであるが、その形式化が実質化していくのは、戦後であり、高度成長期において基盤が完成されていく。資本経済は商品経済であるかのように消費社会が構成される。良き日本が失われたと嘆息されるのは、国土全体の組み替えによって、文化資本秩序が転じられてしまったからである。だが、日本人は、未だに、主語なき言語表出をなし、神に祈り手を合わせ、場所の祭を保持し、着物を時に着、箸でご飯を食べ、扉の左右引き戸を作ったりしている。
資本経済は、前近代から前古代までの日本の本質文化を再考することから、世界へ寄与しうる可能性を西欧的普遍主義に変わって普遍構築すると文化資本学会は研究している。表象体系を近代人間体系の学問体系に転じてきた、そのエピステモロジックな転移が要される。

## 資本経済をめぐるキイ概念の対比
商品経済は、商品社会のみを普遍化して永久化するため、実際に作用している資本経済を不可視にしているが、そこを可視化するにはいくつかの概念の対比識別が外在的に要される。

### 場所と社会
都市研究や文化地理学において「場所」の重要性がとりあげられ、社会概念と場所概念の対立が指摘されてきている。場所とは、山ひとつ谷ひとつ違えば言葉や生活文化が異なるバナキュラーvernacularな環境で、それを社会空間は均質・均一化した。「社会」概念の吟味はジョン・アーリが、「場所」の吟味と共になしている。西欧における「場所」概念の喪失系譜はエドワード・ケーシーが明示している。場所の哲学は西田幾多郎が論述している。場所と市民社会との対立は住民投票に顕在化しているが、住民投票の結果は法的権利を持たない、しかし住民投票は排除されてはいない。

### パブリックなものとソーシャルなもの
アーレントは、パブリックな系public realmの重要性をソーシャルな系と区別し、プライベートなものを活かすパブリックとそれをプライバシーへ押し込めるソーシャルな仕方を識別した。フランス革命はソーシャルなものを、アメリカ革命はパブリックなものをなしたとしている。またハーバマスは公的な圏域を理想的なコミュニケーションから示した。セネットはパブリックなものの喪失を示す。ブルデューはパブリックなものを官僚制が活用してソーシャルなものを削ぐとみなす。こうした、違いや混同は西欧的なものとアジア的なものとの違いから歴史的に表出しており、近代が「社会」の自然性を実定化したことから生み出されている。山本理顕はアーレントを踏まえて建築からパブリックな閾を検証している。資本経済はパブリックな場所に開かれると山本哲士は論じる。アルチュセールはルソーの「社会契約論」のソーシャルな形式関係の擬制的論理を暴露している。

### プライベートと私的所有と領有
平田清明は、悪しき「私的所有」に対して社会主義は「個体的所有」を求めるとしたが 、日本の『要綱』研究は「所有」ではない「領有」概念の重要さをマルクスにおいて指摘した。所有は主体的に「持つ」ことであるが、「領有」は関係へ「もたれる」行為関係である。これは物や自然への関係の仕方の違いとして現れる。自然から「物」を分離して所有する仕方と、あるがままの自然をそこにおいて領有する仕方である。木の組み立てなど、物作りの工法が違ってくる。ポランニーが指摘したように財を所有したままの王は民衆からの信頼を喪失するため、財を再分配する。社会基準は、プライベートなものをエゴ独占だと非難し、場所住民の場所を守る所業を場所エゴだと非難するが、プライベートな自己決定の多様さが保証される統治技術が成熟していないからだ。公私混同とは近代的規準であって、日本語は「公」と「社会」の用語を文化識別している。公衆浴場や公衆便所、公民館などプライベートなものが侵害されない場所であるが、社会規範均質化されていないで機能している。プライベートなものthe privateとプライバシーprivacyは、配置される場が違う。

### ＜もの＞と物
＜もの＞はインタンジブルなものであり、それがタンジブルな「物」へ物質化される。日本文化は＜もの＞をキャッチしうる心的作用を有している。「悲しい」「寂しい」と「もの悲しい」「ものさびしい」を日本人は区別しうる。接頭語ではない、対象と人との間を表出している。本居宣長は「もののあはれ」を見た。日本の古典文学や前近代の絵画は＜もの＞を表現している。「もの」が哲学思考されている。日本の「物作り」にはこの見えない魂である＜もの＞を込めているため、商品経済であれ「もの資本」を作り込んでいたから日本製品は世界から愛され信頼されていた。「もの」は心的資本である。

### 互酬性と対抗贈与
交換関係の根源には「互酬性」と「贈与」が文化的にある。その均衡と不均衡をサーリンズは人類学的に示したが、ブルデューは「対抗贈与」としてＡがBへこうしたならBはこう返して来るだろうと見込んで、ＡはBへの行為を決定するとした。例えば、部下が上司にお歳暮で、あまりに高価なものを贈ったり安価なものを贈ったなら無礼になり、何もしなかったなら不礼になる、そこで適度なものを選んで贈る。これが慣習的な実際行為でなされるとした。社会生活では、経済の等価交換だけがなされるのではないということだ。自分の地位と位置と対者の地位・位置を見極めて態度決定して物事のやりとりをしている。商品関係だけで物事はなされていない、資本関係が作用している。

### 日本語と思考技術：述語制言語と主語制言語
日本語に主語はない、使役と受動は連続している、と金谷武洋は明示する。主語・述語・コプラがあるとするのは欧米文法の適用であって、日本語に属した文法体系ではない。主語を消せ、と三上章は主張した。欧米の憲法や文学の翻訳の中で、「ハ」が主要に出現しその上に配置される語が主語であるかのような錯誤がなされた。人称もないと佐久間鼎は論じている。日本語の特徴は、格助詞、助動詞にある「き・けり・ぬ・つ・たり」などの助動辞が「た」一本になってしまったと嘆く藤井貞和は日本語の助動辞の文法を体系化した。山本哲士は、金谷、藤井、浅利誠（格助詞論）、三上章、佐久間、松下大三郎をもって「述語制言語」の概念を実定化し、さらに資本経済、環境場所経済は述語制経済であると論じている。日本語の言語資本の見直しが資本経済には欠かせないのも自らなしていながらその認識・認知が消失してしまっている言語思考様態が経済、文化、政治に作用してしまうからだ。主語があると認知しての思考・動作と、主語はないと述語認知しての思考・動作はまったく異なってくる。
対比・対立は、双方の根源にある共通地盤を明らかにしうることであって、一方のみを価値づけたり優位にすることではないし、弁証法的に統合することでもないとした、構造論的な転回からの思考が要される。
資本経済とは、場所、パブリック、プライベート、「もの」、互酬性・対抗贈与、述語制、ホスピタリティといった原理・技術からなされており、現実に実際に働いていることだ。しかし商品社会経済の一元化による連鎖は、これらを抽象化し等価交換を平等へ適応して規範化して、文化基盤を喪失させていく傾向をもつゆえ、商品生産の地盤にある資本経済を自覚・認知しふまえて、その双方の相反性を多元均衡させることである、前近代と近代との均衡をはかることであって、近代一元化への反省的省察がなされていくことだ、と文化資本学会、資本開発学会は述べている。

## 関連文献
- マクファーレン『資本主義の文化』岩波書店、1992年
- ユルゲン・コッカ『資本主義の歴史』人文書院
- ハーベイ『都市の資本論』青木書店、1991年
- サーリンズ『人類学と文化記号論』法政大学出版局、1987年
- ポランニー『人間の経済』岩波書店、1980年
- 福原義春＋文化資本研究会『文化資本の経営』ダイヤモンド社、1999年
- 池上惇『文化資本論入門』京都大学学術出版会、2017年
- ゴドリエ『贈与の謎』法政大学出版局、2004年
- ブルデュー『ディスタンクシオン』藤原書店、1990年
- イリイチ『コンヴィヴィアリティのための道具』ちくま学芸文庫
- フーコー『言葉と物』新潮社、『生政治の誕生』筑摩書房
- ボルタンスキー『資本主義の新たな精神』ナカニシヤ出版、2013年
- スコット・ラッシュ『情報批判論』NTT出版、2006年
- ジョン・アーリ『場所を消費する』法政大学出版局
- ハーシュマン『情念の政治経済学』法政大学出版局
- ラトゥールほか『情念の経済学：タルド経済心理学入門』人文書院、2021年
- 山本哲士『物象化論と資本パワー』文化科学高等研究院出版局、2012年
- 山本哲士『文化資本論』新曜社、1999年
- 山本哲士『ブルデュー国家資本論』文化科学高等研究院出版局、2017年
- 山本哲士『甦えれ 資本経済の力』知の新書、2021年
- 丸山真人・内田隆三編『＜資本＞から人間の経済へ』新世社、2004年
- 文化資本学会編『文化資本研究１：文化資本とホスピタリティ』文化科学高等研究院出版局、2018年